# The Craving (1916)
The Craving é um filme de drama mudo produzido nos Estados Unidos, dirigido por Charles Bartlett e com atuações de William Russell, Charlotte Burton e Rae Berger.